# Стратовулкан

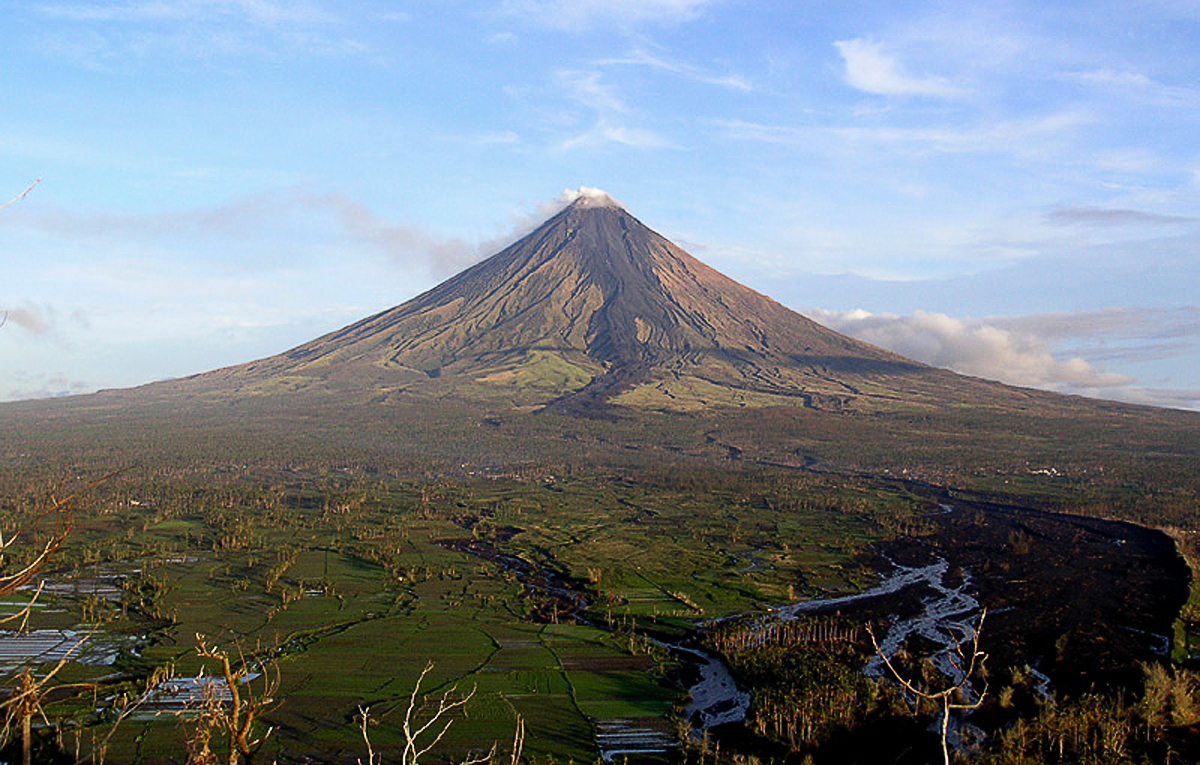
Стратовулкан Майон

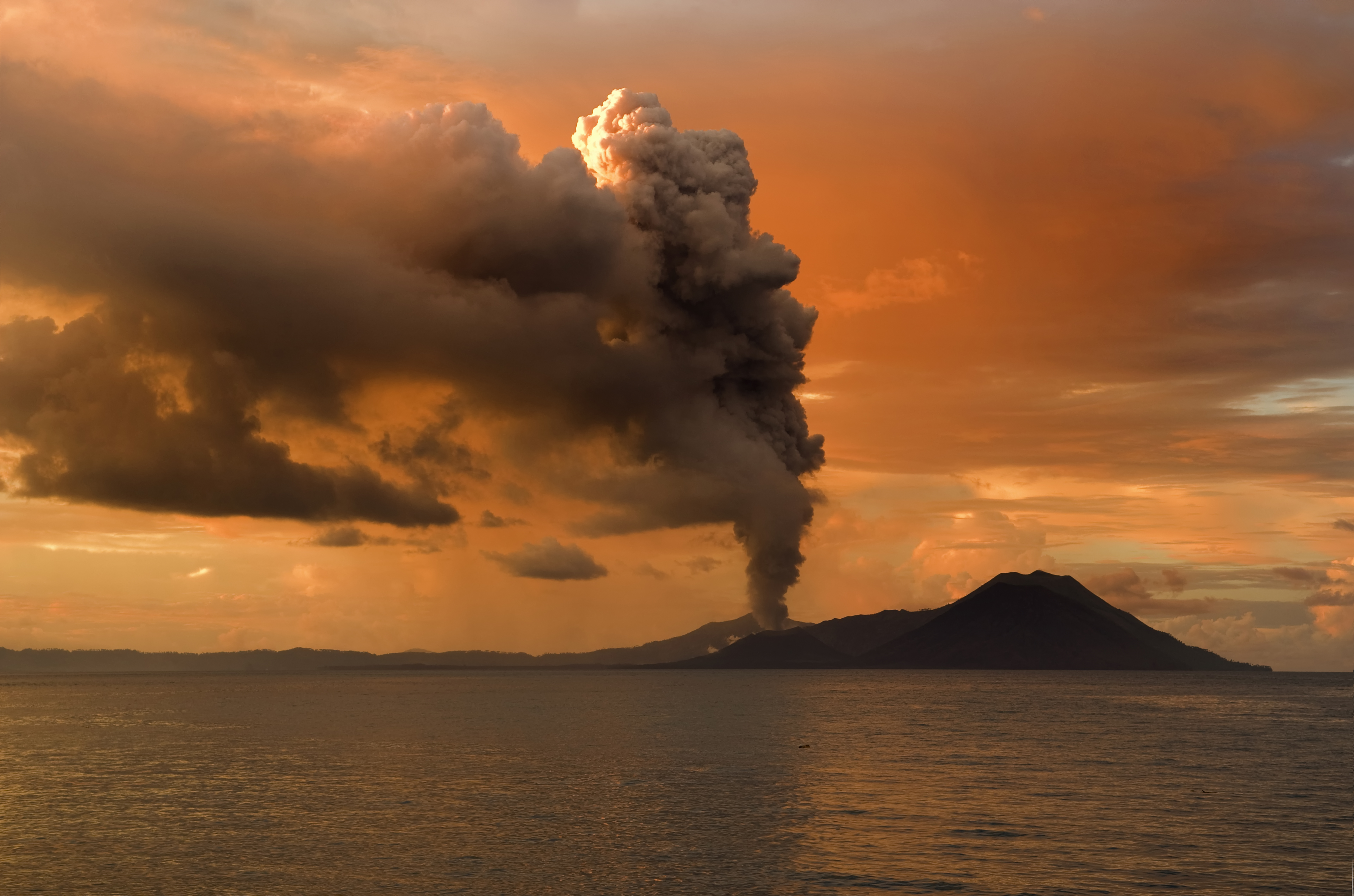
Тавурвур — активный стратовулкан в Папуа — Новой Гвинее близ города Рабаул на острове Новая Британия

Стратовулка́н (от лат. stratum «слой»), или слоистый вулкан — тип вулкана, имеющий коническую форму и сложенный из множества затвердевших слоёв лавы, тефры и вулканического пепла. Характеризуется высокой, крутой формой и периодическими взрывными извержениями.
Извергаемая лава вязкая и густая, благодаря чему она застывает прежде, чем успевает далеко распространиться.

## Происхождение

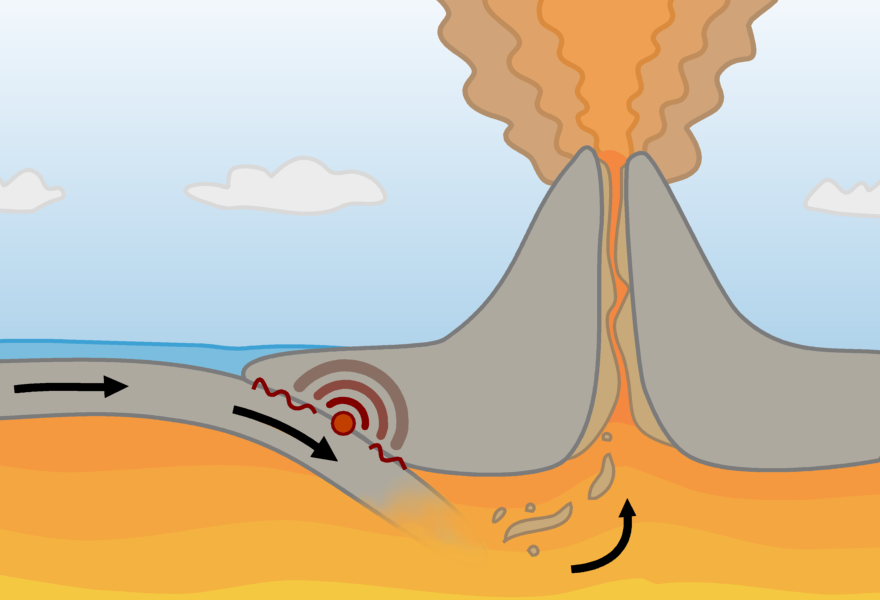
Разрез зоны субдукции с действующим стратовулканом

Стратовулканы распространены в зонах субдукции, образуя цепочки вдоль границ тектонических плит там, где океаническая плита движется под континентальную (континентальный вулканизм — Каскадные горы, Центральные Анды) или другую океаническую плиту (вулканизм островных дуг — Япония, Алеутские острова).
Формирующая стратовулканы магма поднимается, когда вода, находящаяся в гидратированных минералах и пористых базальтовых породах верхней части океанической коры, выделяется в мантийных породах астеносферы над тонущей океанической плитой. Выделившаяся из породы вода понижает температуру плавления вышележащих мантийных пород, которые затем подвергаются частичному плавлению и перемещаются вверх из-за меньшей по отношению к окружающим мантийным породам плотности и временно собираются в основании земной коры. Магма затем поднимается сквозь кору. Приближаясь к поверхности, она образует магматический очаг под вулканом или внутри него. В очаге относительно низкое давление позволяет воде и другим газам (в основном — углекислому, сернистому и хлору), растворённым в магме, выделиться, подобно углекислому газу из газированной воды при открытии бутылки. После того, как скопился некоторый критический объём магмы и газа, препятствие (блокирующие породы) в вулканическом конусе преодолевается, и происходит взрывное извержение.

## Опасность

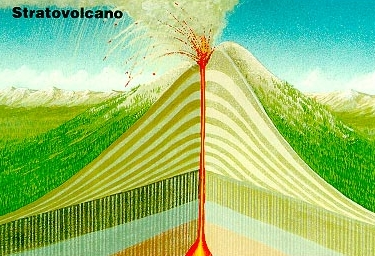
Стратовулкан в разрезе

Двухвершинный стратовулкан Эльбрус — высочайшая вершина России и, в случае проведения границы Европа-Азия по Большому Кавказу, также и Европы (трёхмерная модель)

Взрывные извержения вулканов всегда представляли большую опасность для человека. Такие стратовулканы в зонах субдукции, как Сент-Хеленс и Пинатубо, обычно извергаются со взрывом: магма в них слишком быстро застывает, что не даёт вулканическим газам легко выйти, и в результате в магме остаются газы под огромным давлением. Покидая магматический очаг, магма, теряя газ, взрывается.
С 1600 года порядка 300 000 человек погибло из-за извержений вулканов. Большинство смертей было вызвано пирокластическими потоками и грязевыми сходами — опасными явлениями, часто сопутствующими взрывным извержениям стратовулканов зон субдукции. Около 30 000 человек погибло из-за пирокластического потока при извержении вулкана Монтань-Пеле в 1902 году. В марте — апреле 1982 года три взрывных извержения вулкана Эль-Чичон на юго-востоке Мексики стали худшей катастрофой, связанной с вулканами, в истории страны. Деревни в радиусе 8 километров от вулкана были уничтожены пирокластическими потоками, погибло более 2 000 человек.
Два вулкана из списка из 16 вулканов, извергавшиеся в 1991 году, представляют собой пример высокой опасности стратовулканов. 15 июня вулкан Пинатубо выбросил пепел на 40 километров вверх над землёй и создал мощные пирокластические потоки и лахары, которые опустошили огромную площадь вокруг вулкана. Пинатубо, находящийся в 90 километрах от Манилы, был «спящим» в течение 600 лет до извержения в 1991 году, произвёл одно из самых масштабных извержений XX века. В 1991 году Ундзэн, расположенный в 40 километрах от Нагасаки, также «проснулся» после 200-летней «спячки», создав на собственной вершине новый вулканический купол. Ундзэн является лишь одним из 75 активных вулканов Японии; его извержение в 1792 году унесло жизни более 15 000 человек.
В результате извержения Везувия в 79 году н. э., стратовулкана, располагающегося рядом с нынешним Неаполем, города Помпеи и Геркуланум были полностью накрыты пирокластическим потоком. Число погибших от извержения составляет от 10 000 до 25 000. Большие потери связаны с неверными ожиданиями населения — согласно научным раскопкам, большинство жителей осталось на месте и пыталось переждать пепельный дождь с платком на лице, но погибло от газового удушья.

### Вулканический пепел

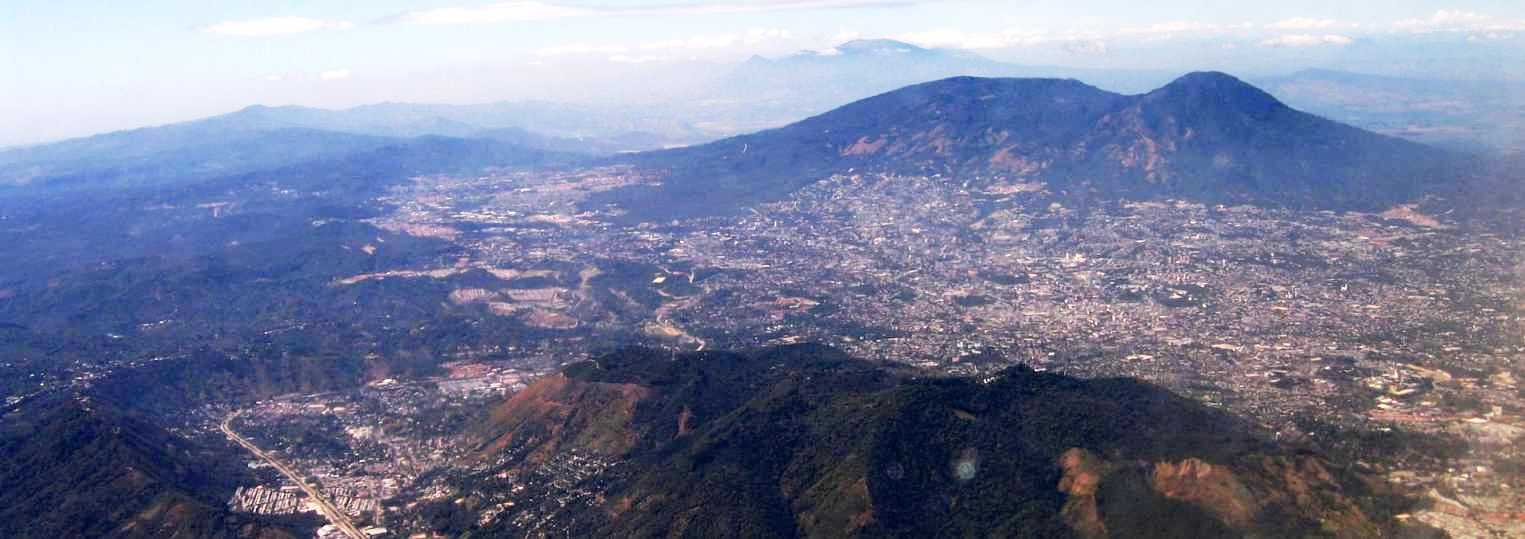
Город Сан-Сальвадор у подножия одноимённого вулкана

Кроме возможного влияния на климат, облака вулканического пепла от взрывных извержений представляют опасность для авиаперелётов. К примеру, при извержении вулкана Галунггунг на острове Ява в 1982 году Рейс 9 British Airways попал в облако пепла, в результате чего временно отказали двигатели, и, кроме того, самолёт получил повреждения фюзеляжа. За последние 20 лет более 60 самолётов, в основном — коммерческих лайнеров, было повреждено из-за встречи с вулканическим пеплом в полёте. В некоторых случаях происходил отказ всех двигателей самолёта, что приводило к необходимости экстренной посадки. К счастью, на настоящий момент не произошло ни одного случая авиакатастрофы из-за влёта в облако пепла.
Вулканический пепел несёт в себе опасность при его вдыхании и может быть опасен для зданий при достаточно большом его скапливании.

### Грязевые сходы

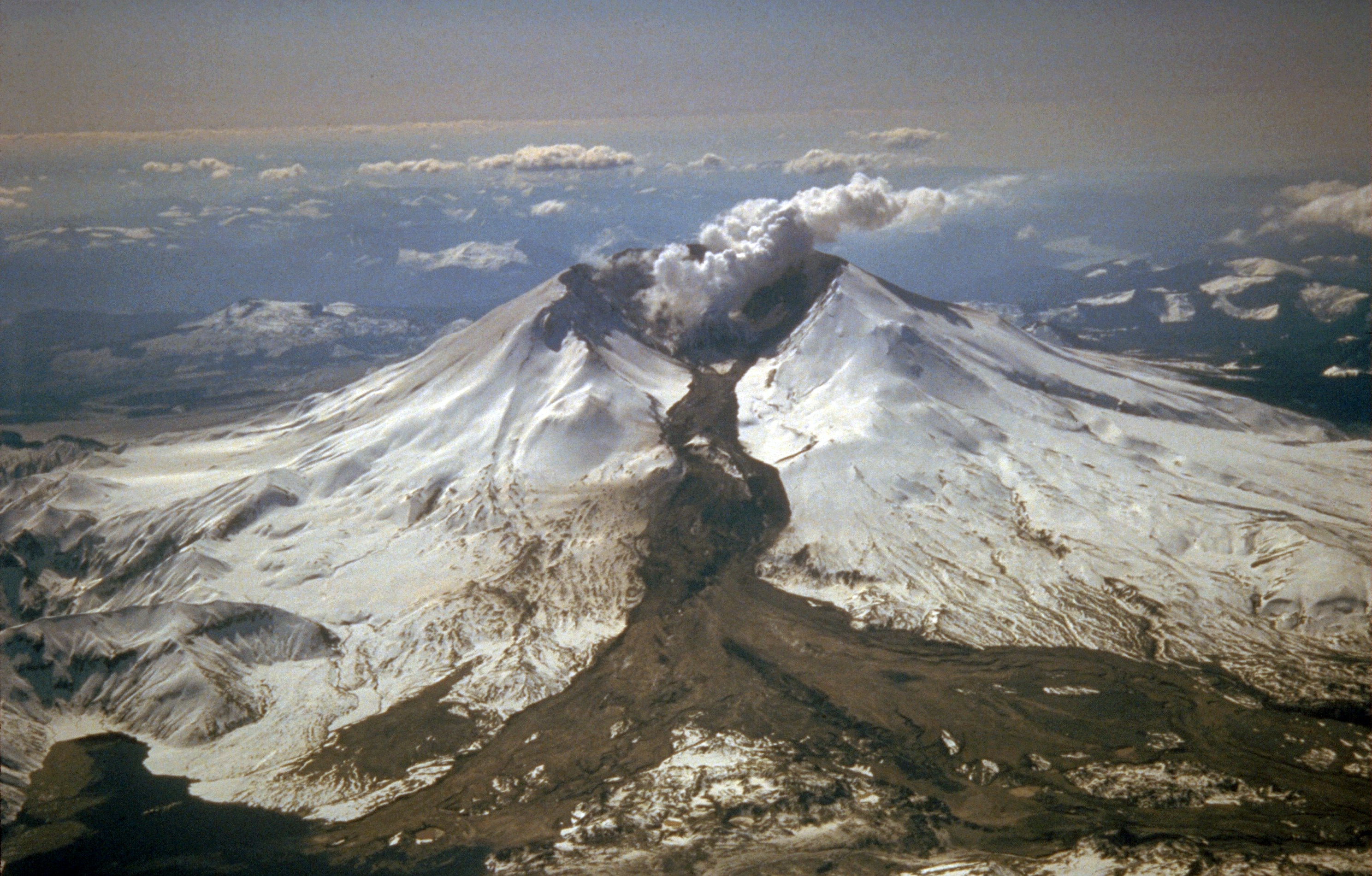
Грязевой сход с горы Сент-Хеленс в марте 1982 года

Грязевые сходы — это смесь воды и вулканических пород[уточнить]. Вода обычно поступает с дождём или от растаявших от горячего вулканического материала снега или льда. В зависимости от соотношения воды и вулканического материала лахары могут иметь консистенцию от почти воды до жидкого цемента. В качестве примера разрушительной силы грязевых сходов можно привести извержение вулкана Невадо-дель-Руис в 1985 году в Колумбии. Горячий пепел и пирокластические потоки растопили снег и лёд на вулкане и близких к нему вершинах гор; вызванные лахары похоронили город в многометровом (в некоторых местах — до 4,6 метра) слое грязи, в результате погибло 23 000 человек.

### Вулканические бомбы
Вулканические бомбы — частицы, размером варьирующие от кирпича до небольшого автомобиля, выбрасываемые со взрывом из стратовулканов во время пика вулканической активности. Эти «бомбы» могут вылетать на расстояние до 20 километров и представляют опасность для зданий и людей, поскольку они летят с огромными (сотни км/ч) скоростями. «Бомбы» не взрываются при ударе о землю, но несут в себе достаточно энергии, чтобы возникло ощущение, что они взрываются.

### Лава
Лавовые потоки, вызванные извержениями стратовулканов, в большинстве случаев не являются опасными для людей, поскольку выбрасываемая стратовулканами обычно вязкая лава движется достаточно медленно, чтобы люди успели уйти с её пути. Они представляют опасность в основном для имущества.
Тем не менее, не у всех стратовулканов лава вязкая. Вулкан Ньирагонго (ДР Конго, Африка) опасен, так как его магма необычно бедна силикатной составляющей, что делает её сильно текучей (даже более текучей, чем гавайская лава). Из-за этого, а также вследствие крутости склона Ньирагонго, скорость течения лавы может достигать 100 км/ч.

## Влияние на климат
Согласно примерам выше, в то время как извержения Ундзэн были в прошлом причиной множества смертей и значительных локальных повреждений, влияние извержения вулкана Пинатубо в июне 1991 года было глобальным. Небольшие понижения температуры были зафиксированы по всему миру, и потрясающие закаты и рассветы были приписаны частицам, поднятым в стратосферу извержением вулкана. Аэрозоль из диоксида серы и других газов распространился по всей атмосфере Земли. Масса сернистого газа в этом облаке составила примерно 22 миллиона тонн; при соединении с водой получались капли сернистой кислоты, отражавшие часть солнечного света, не давая ему достичь земли. Похолодание в некоторых регионах могло составлять около 0,5 °C. Такие мощные извержения, как извержение Пинатубо обычно воздействуют на погоду в течение нескольких лет; выброшенные в стратосферу газы и частицы постепенно переходят в тропосферу, откуда они возвращаются на землю с осадками.
Схожее, но ещё более мощное, явление произошло при извержении вулкана Тамбора в Индонезии в апреле 1815 года. Это извержение признано самым мощным в истории человечества. Оно стало причиной понижения температуры Земли на 3,5 °C. В последующий за извержением год в большей части Северного полушария температуры в летние месяцы были значительно ниже нормы. В некоторых частях Европы и в Северной Америке 1816 год был известен как «Год без лета», вызвавший короткий, но сильный голод.